# Мансур Малтоби
Мансур Малтоби е ирански професионален покер играч, печелил гривна от Световните покер серии.
Ппечелейки през 1990 г., става първият неамериканец, печелил Световните покер серии от създаването им през 1970 година.
Състезава се като уелсец, а не като иранец.